# A History of Violence (bok)
A History of Violence är en serieroman av John Wagner och Vince Locke, ursprungligen utgiven 1997 på DC:s numera nedlagda underetikett Paradox Press.
2005 gjordes en filmversion med samma titel, i regi av David Cronenberg.